# Gustav Adolf Fischer
Pour les articles homonymes, voir Gustav Fischer et Fischer.
 (février 2020).
Si vous disposez d'ouvrages ou d'articles de référence ou si vous connaissez des sites web de qualité traitant du thème abordé ici, merci de compléter l'article en donnant les références utiles à sa vérifiabilité et en les liant à la section « Notes et références ».
Gustav Adolf Fischer, né le 3 mars 1848 à Barmen et mort le 11 novembre 1886 à Berlin, est un explorateur de l'Afrique orientale et un naturaliste allemand.

## Biographie
Fischer est fils d'un banquier. Il poursuit ses études supérieures à Bonn, à Wurtzbourg et à Berlin, en médecine et en sciences naturelles. Il sort diplômé en 1872 et devient médecin militaire, d'abord dans un régiment de Frise orientale stationné à Emden, puis il se forme à Berlin pour intégrer l'Afrikakorps, ancêtre de la Troupe de protection de l'Afrique orientale.
Après avoir fait la connaissance de Clemens Denhardt, qui a l'intention d'organiser une expédition en Afrique orientale équatoriale, Fischer embarque de Hambourg avec lui et son frère Gustav à la fin de l'année 1876 à destination du sultanat de Zanzibar.
Gustav Adolf Fischer parcourt durant sept ans, de 1877 à 1883, l’est et le centre de l’Afrique.
Il parcourt d'abord les territoires côtiers inexplorés du nord de Zanzibar, de Mombasa à Lamu, découvrant les embouchures du Tana et de la rivière Osi, puis il décide d'explorer l'intérieur, le but à atteindre étant le Wituland (aujourd'hui Swahililand) qui avait été exploré par Richard Brenner. Mais Fischer est arrêté à cause de la saison des pluies pendant un mois à Kipini (en) à l'embouchure de l'Osi. Il arrive finalement à Witu pour découvrir que, contrairement à ce que l'on croyait, le territoire est mieux relié par le Tana. Il y reste un mois, puis rentre à Zanzibar par Kipini.
Il décide de préparer son deuxième voyage, cette fois-ci en compagnie des frères Denhardt. Ils partent de  Zanzibar le 23 mai 1878 pour gagner Malindi près du Sabaki, où ils attendent la fin de la saison des pluies, puis retrouver Kipini. Ensuite, ils traversent l'intérieur du pays par le territoire inconnu des Gallas avant d'arriver au Wituland. Ils observent le curieux peuple Wapokomo. Ils retournent à Zanzibar en décembre 1878. Fischer, qui est atteint de fièvres tropicales s'y soigne, et décide de s'y installer comme médecin. Il a l'intention de visiter le pays des Massaïs, mais il doit pour cela réunir des fonds et demande donc l'appui de la Société géographique de Hambourg pendant ces trois ans et demi d'activité sédentaire. 

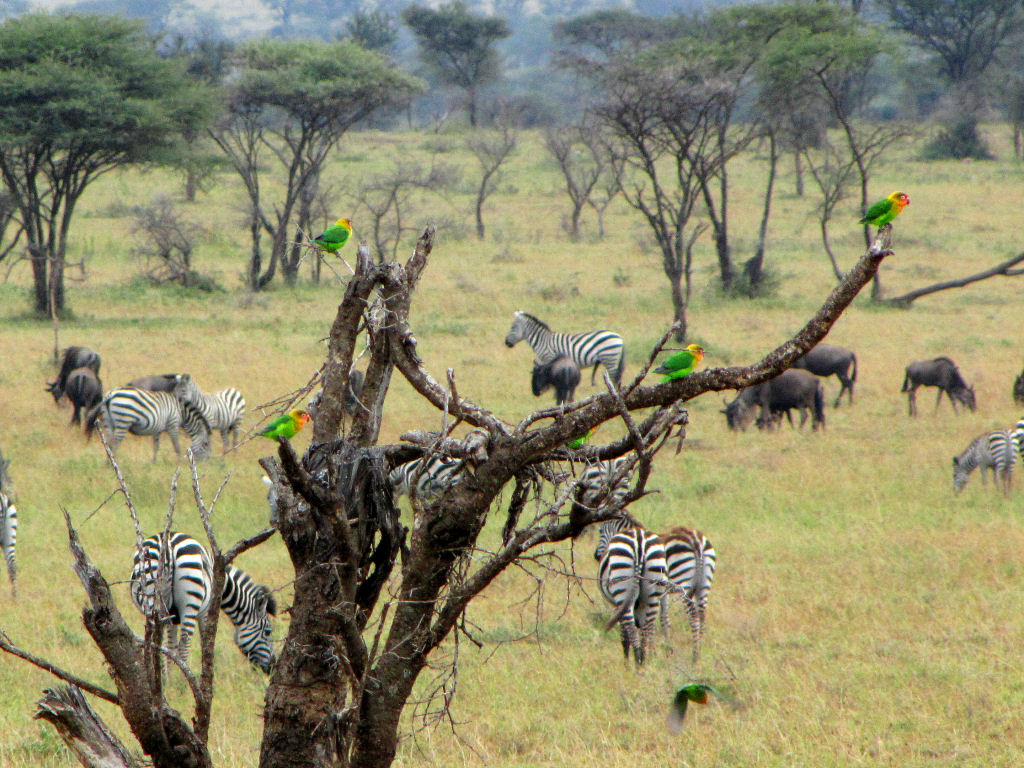
Inséparables de Fischer et zèbres au parc national du Serengeti.

En octobre 1882, il effectue donc son troisième grand voyage, pour le compte de la Société géographique de Hambourg.
Il part de l'embouchure du Pangani jusqu'au pays des Massaïs et ensuite au lac Naivasha et aux contreforts méridionaux du Kilimandjaro. Il découvre au cours de cette expédition une espèce de perroquets dénommé en 1887 en son honneur l'inséparable de Fischer (Agapornis fischeri) par son ami Anton Reichenow (1847-1941). En novembre 1883, il décide de rentrer en Allemagne y lever des fonds.
Il effectue un autre voyage en Afrique en 1885 afin de rejoindre l'Italien Gaetano Casati, Emin Pasha et Wilhelm Junker, mais en vain. Il arrive jusqu'au lac Victoria, mais il ne parvient pas, comme il le souhaitait, à gagner les sources du Haut-Nil. Il se rend par Kavirondo au lac Naivasha et au pays des Kikuyus. Il arrive enfin à Zanzibar le 21 juin 1886 et rentre à Berlin, miné par les fièvres tropicales. Il y meurt le 11 novembre 1886.

## Publications
- Mehr Licht im dunkeln Afrika, Hamburg, 1885
- Bericht über die im Auftrage der Geographischen Gesellschaft in Hamburg unternommene Reise in das Massai-Land, I., Allgemeiner Bericht, Mitt. Geogr. Ges. Hamburg N° 5 (1882-1883): pp. 36–99, 1885.
- Bericht über die im Auftrage der Geographischen Gesellschaft in Hamburg unternommene Reise in das Massai-Land. II., Begleitworte zur Original-Routenkarte Tafel VII, Mitt. Geogr. Ges. Hamburg N° 5 (1882-1883): pp. 189–237, 1885